# ヤマシログモ科
ヤマシログモ科（山城蜘蛛）は、クモ目の分類群の一つ。クモ目中唯一、口から糸を吐くクモを含んでいる。

## 特徴
丸っこい頭胸部と腹部に、やや長くて細い足を持つクモ。白から褐色で、黒い斑紋を持つ例が多い。単性域類で、篩板はなく、眼は6個、爪は3つだが、下爪が不明瞭になっている。
頭胸部は楕円形などで、中央が丸く盛り上がり、頭部と区別する溝などはない。6個の眼は左右に2個ずつ、中央に2個が互いに接近して並ぶ。顎は短く、外顆は無い。牙はごく小さい。歩脚はいずれも細くて華奢で、棘を持たない。
腹部は楕円形など、特に目立つところはない。腹面では書肺が1対、気管気門は左右融合した1個が糸疣の前にある。糸疣の前疣の間にはっきりした間疣がある。糸疣はいずれも長くない。
雄の触肢器官は簡単で、杯葉が発達し、附節の基部に貯精嚢がつく。雌の生殖器には交尾嚢が無く、受精嚢は複数。

## 習性など
夜行性のものが多い。家屋性のものは、床下や物陰などで見つかる。屋外性のものは石や倒木の下、落葉層などに生息し、洞穴や樹上から見つかるものもある。まばらに糸を引いた不規則網を張るものや管状の巣を作るものもあるが、網を張らない徘徊性のものが多い。
このクモの特徴は、「糸を吐く」点にある。英名もSpitting spiderと、これにちなんでいる。通常のクモは腹部末端にある糸疣から糸を出し、その点ではこのクモも同様で、網を張る場合の糸はこれである。だが、獲物を捕らえる際に、このクモは口から粘液のついた糸の固まりを吐く。これはジグザグ状の形で対象に張り付き、獲物の動きを止める。網を張る種でも、獲物を捕らえるのはこの粘液である。クモはこの状態で獲物に噛みつき、獲物が動かなくなると、糸をはずして食べる。なお、この糸は毒腺の変化した部分から作られ、このクモの膨らんだ頭胸部には、大きな毒腺が含まれる。
雌は数十個程度の卵を薄く糸でまとめた卵嚢を作り、口の下に抱えて守る。卵嚢は触肢で挟んで固定し、さらに糸疣からの糸で係留している。クロヤマシログモでは、孵化した幼生を雌親が守り、給餌も行う。

## 分布
家屋性のユカタヤマシログモは世界的に分布するが、これは人為分布と考えられる。それ以外のものは、熱帯から亜熱帯に多く、特に近年は南アメリカから多くの種が発見されている。

## 分類
古くはイトグモ科をこの科にまとめたが、現在ではそれぞれに独立科とされる。しかし両者は今も近縁なものと考えられており、顎に外顆が無く、牙が小さいこと、下唇が胸板と癒合すること、間突起があることなどが共通の特徴とされる。
現在では4属190種ほどが記録されており、そのほとんどがヤマシログモ属の元に記載されている。ただしこの群は多系統と考えられ、今後の検討を要する。
日本には以下の2属3種が知られる。それ以外の種についてはヤマシログモ科の属種の項を参照されたい。
- Dictis セグロヤマシログモ属：ヤマシログモ
- Scytodes ヤマシログモ属：ユカタヤマシログモ・クロヤマシログモ